# Condado de Crockett (Tennessee)
O Condado de Crockett é um dos 95 condados do Estado americano do Tennessee. A sede do condado é Alamo, e sua maior cidade é Alamo. O condado possui uma área de 688 km² (dos quais 1 km² estão cobertos por água), uma população de 14 532 habitantes, e uma densidade populacional de 21 hab/km² (segundo o censo nacional de 2000). O condado foi fundado em 1845.